# 永遠 (ZARDの曲)
「永遠」（えいえん）は、ZARDの22作目のシングル。

## 背景
表題曲は、当時の流行語にもなった日本テレビ系ドラマ『失楽園』の主題歌。シングルCDジャケットの題字は、『失楽園』の作者である渡辺淳一が毛筆による直筆で記したものである。
初の全国ツアー『What a beautiful moment』のオープニングでは、PVで使用された映像と共に、「永遠 (What a beautiful moment Tour Opening Ver.)」と題したインストとして使用された。後にこの音源は、38枚目のシングル「かけがえのないもの」のカップリングに収録された。

## 制作

### 永遠
元々は、キヤノン「NEW EOS KISS」CMソングとして使用され、「Fallin' of the Rain」（『CD NEWS』（千葉テレビ）にてこの曲名で紹介）として1996年中頃から、キヤノン提供の番組中に放映されていた。しかし『失楽園』の主題歌を担当することになり、キヤノンに了解を取り付け、改作しCD化することになった。なお、CMでオンエアされたバージョンは『ZARD BLEND II 〜LEAF&SNOW〜』に「永遠〜君と僕の間に〜」として収録されている。
徳永暁人のZARDシングル初の表題作曲作であり、イーグルスの「ホテルカリフォルニア」にインスパイアされ作ったと述べている。当時10曲ほど作って事務所側に渡したものの1曲であり、坂井が気に入り制作が進められた。徳永の提供作での初めての大ヒット作となり、徳永が以降数々のZARD作品を手掛けるきっかけとなる。コーラスに、MARY、SUZZY、MIKE WASHINGTONが参加している。
当時のエンジニアHarukaによると「めずらしくアレンジは一つしかなかったが、シングル、ベスト全部でバージョンが違い、目立つものは間奏以降がモノラルとステレオのものがある」 である。ミックスはマイケル・ブラウアーが担当した。
ベストアルバム『ZARD BEST The Single Collection 〜軌跡〜』の第3次特典のENHANCED CD、ライブアルバム『ZARD Cruising & Live 〜限定盤ライヴCD〜』のCD-ROMには英語詞バージョンが収録された。いずれも歌詞は未掲載だったが、『ZARD ALBUM COLLECTION 20th ANNIVERSARY』に収録され、初めて歌詞が掲載された。

### I can't let go
編曲はZARDの楽曲では初めて古井弘人が手がけた。
大賀好修が初めてレコーディングに参加したZARDの曲。

## 音楽性

### 永遠
「坂井さんなりの大人の恋愛を詞にしてほしい」と作者に言われ、何回か書き直して完成された。「テーマは秘めたる想ひ。タイトルの意味がより重く、深い意味で皆さんに伝われば」と言葉を残している。

## ミュージック・ビデオ

### 永遠
PVは、アメリカ・カリフォルニア州のエルミラージ砂漠で撮影され、坂井が深紅のスーツ姿でポンティアック・GTOを運転するシーンが見られる。
ベスト・アルバム『ZARD BEST The Single Collection 〜軌跡〜』の第2次特典「show reel ver.03」と『ZARD Le Portfolio 1991-2006』で視聴可能である。いずれも2番から最後までの映像となっていたが、2016年に発売されたミュージック・ビデオ集『ZARD MUSIC VIDEO COLLECTION 〜25th ANNIVERSARY〜』に初めてフルサイズで収録された。

### I can't let go
PVは「永遠」のメイキング映像が使用されている。

## 記録
初動は19.7万枚で初登場1位、TOP3に4週、TOP10に6週ランクインするロングセラーとなり、62.8万枚を売り上げた。ZARDのシングルでは14番目のヒットとなったと同時に、50万枚を突破した最後のシングルになった。また、1年半後のアルバムのタイトルにも採用された。
2007年に行われたファン投票では4位となり、ベストアルバム『ZARD Request Best 〜beautiful memory〜』にはライブバージョンが収録された。

## 収録曲
1. 永遠
作詞：坂井泉水
作曲・編曲：徳永暁人
2. I can't let go
作詞：坂井泉水
作曲：栗林誠一郎
編曲：古井弘人
3. 永遠（オリジナルカラオケ）
4. I can't let go（オリジナルカラオケ）

## 楽曲の収録アルバム
- 永遠（#1、途中からモノラルに変わるバージョン）
- ZARD BEST The Single Collection 〜軌跡〜（#1、Intro Piano Version）
- ZARD BLEND II 〜LEAF&SNOW〜（#1、40秒弱のCMバージョン(永遠 〜君と僕との間に〜)）
- Golden Best 〜15th Anniversary〜（#1、途中からモノラルに変わるバージョン）
- ZARD Request Best 〜beautiful memory〜（#1、'07 Live Ver.）
- ZARD Single Collection 〜20TH ANNIVERSARY〜（#1,2、#1は途中からモノラルに変わるバージョン）
- ZARD Forever Best 〜25th Anniversary〜（#1、途中からモノラルに変わるバージョン）
- ZARD CD&DVD COLLECTION No.6（#1、途中からモノラルに変わるバージョン）

## カバー
永遠
- 柴咲コウ - カバーアルバム『続こううたう』（2016年7月20日発売）に収録[9]
- DAIGO - カバーアルバム『Deing』（2018年12月5日発売）に収録
- 徳永暁人- セルフカバーアルバム『Route 109』（2020年12月2日発売）に収録[10]